# Frisco (Texas)
Frisco város az USA Texas államában, Collin és Denton megyében. Lakosainak száma 200 509 fő (2020. április 1.).

## Népesség
A település népességének változása:

| 2010 | 116 989 |
| 2020 | 200 509 |